# 熊沢山
座標: 北緯35度9分18.8秒 東経136度55分18.4秒 / 北緯35.155222度 東経136.921778度

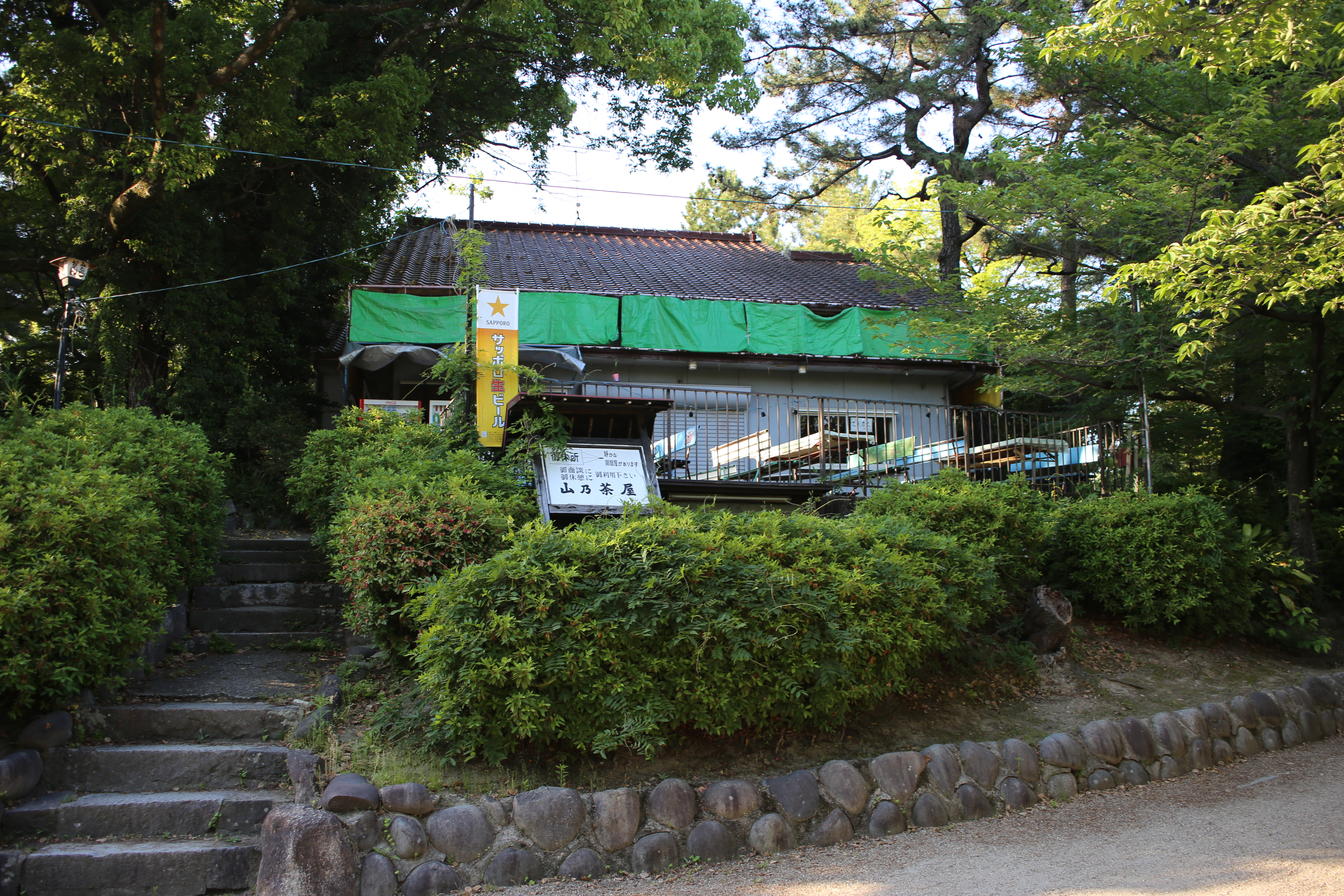
熊沢山にある「山乃茶屋」（2017年5月）

熊沢山（くまざわやま）は、名古屋市昭和区鶴舞の鶴舞公園内にある山。熊澤山との表記もある。

## 概要
鶴舞公園の鈴菜橋の東側に位置する小高い丘陵。元々は尾張藩士の熊沢釬七郎の別荘地があった場所であったが、第10回関西府県連合共進会開催に伴い、名古屋市に寄付された。名称も元の所有者の名に由来している。面積は114坪という。山頂には共進会の際に陶器組合の事務所として建てられた建物が会期終了後に市に寄付され、「不窳亭」と称する茶席を経て、「山乃茶屋」として残されていた。